# Krizmanich János
Krizmanich János (Malomháza, Sopron vármegye, 1889. január 27. – Budapest, 1944. július 26.) olimpiai ezüstérmes magyar tornász, vállalatvezető.

## Pályája
Egyes források Sopront tartják szülővárosának, azt a várost, amely a halála után megjelent méltató újságcikk szerint „a tornasport egyik legrégebbi fellegvára” volt. Feltehetőleg ott töltötte fiatalkora nagy részét és már ott visszavonhatatlanul „eljegyezhette” magát a tornászsporttal, amelyhez – ugyancsak az idézett méltatás szóhasználata szerint – „haláláig hűségesen ragaszkodott”.
Valójában azonban úgy tűnik, hogy a Sopron vonzáskörzetének déli részén fekvő Malomháza községben született 1889. január 27-én, Krizmanich János és Lovranich Genovéva helyi lakos házaspár fiaként.
Középiskolai tanulmányait a soproni gimnáziumban folytatta, és az intézménynek már 1905-ös kiadású évkönyve is tanúsítja, hogy abban a tanévben, IV. osztályos diákként több (főleg atlétikai) sportág intézményi versenyein a legjobbak között szerepelt.
Versenyzőként az 1910-es versenyévben figyeltek fel rá, amikor megnyerte az országos egyéni tornászbajnokságokat. A következő két évben, 1911-ben és 1912-ben ugyan „csak” a második helyet szerezte meg, de 1914-ben újból Magyarország egyéni tornászbajnoka lett. Közben, 1912-ben részt vett a stockholmi olimpián is, ahol két torna versenyszámban indult, a csapatversenyre meghatározott szereken. 15 csapattársával együtt ezüstéremmel térhetett haza, egyéni összetettben pedig a 19. lett.
Klubcsapata a Budapesti TC volt. Ötszörös magyar bajnok.
Az első világháborút katonaként küzdötte végig, s a polgári életbe 1918 után tartalékos főhadnagyként tért vissza. Katonaévei alatt igen sok kitüntetést kapott, többek között 2 Signum Laudist és a III. osztályú katonai érdemkeresztet.
Az 1921–1924 közti években ismét versenyzett és részt vett országos csapatbajnokságokon is. Később azonban mindjobban visszavonult az aktív versenyzői élettől és helyette technikai téren működött tovább, szolgálva változatlanul a magyar tornasport ügyét.